# السيد والسيدة سميث (مسلسل)
السيد والسيدة سميث (بالإنجليزية: Mr. & Mrs. Smith)‏ هو مسلسل تلفزيوني كوميدي أمريكي تجسسي قادم من تأليف فرانشيسكا سلون ودونالد غلوفر، استنادًا إلى فيلم 2005 الذي يحمل نفس الاسم والذي من المقرر أن يتم عرضه لأول مرة في 2 فبراير 2024. وهو من بطولة غلوفر ومايا إرسكين.

## ملخص
يدخل جون وجين سميث في مرحلة جديدة من زواجهما بعد موافقتهما على العمل كجواسيس لوكالة غامضة.

## يقذف
- دونالد غلوفر في دور جون سميث
- مايا أرسكين في دور جين سميث
- باركر بوزي
- واغنر مورا
- ميكايلا كويل
- جون تورتورو
- بول دانو
- ألكسندر سكارسجارد
- إيزا غونزاليس
- سارة بولسون
- شارون هورجان
- رون بيرلمان
- بيلي كامبل
- أورسولا كوربيرو

## الإطلاق
في 23 سبتمبر 2022، تم الإبلاغ عن تأجيل تاريخ إصدار المسلسل من 2022 إلى 2023.
وسط إضرابات هوليوود عام 2023، أخرت أمازون الإصدار من عام 2023 إلى "أوائل عام 2024". ومن المقرر أن يتم إصدار جميع حلقات المسلسل الثمانية في 2 فبراير 2024 عبر برايم فيديو.